# 25696 Kylejones
25696 Kylejones è un asteroide della fascia principale. Scoperto nel 2000, presenta un'orbita caratterizzata da un semiasse maggiore pari a 2,3166312 UA e da un'eccentricità di 0,1448682, inclinata di 5,80453° rispetto all'eclittica.